# Elektroniker für Gebäude- und Infrastruktursysteme
Der Elektroniker für Gebäude- und Infrastruktursysteme ist ein staatlich anerkannter Ausbildungsberuf nach Berufsbildungsgesetz.

## Entstehung
Der Beruf wurde im Zuge der Neuordnung der  industriellen Elektroberufe im Jahr 2003 neu geschaffen. 2007 erfolgte eine leichte Überarbeitung, bei der unter anderem die Prüfungszeiten modifiziert wurden.

## Ausbildungsdauer und Struktur
Die Ausbildungszeit zum Elektroniker für Gebäude- und Infrastruktursysteme beträgt in der Regel dreieinhalb Jahre. Die Ausbildung erfolgt an den Lernorten Betrieb und Berufsschule.
Der Beruf ist als Monoberuf strukturiert und wird in Einsatzgebieten vertieft. Diese sind:
- Wohn- und Geschäftsgebäude,
- Betriebsgebäude,
- Funktionsgebäude und -anlagen,
- Infrastrukturanlagen,
- Industrieanlagen.

Andere Einsatzgebiete sind zulässig, wenn die Mindestanforderungen aus der Ausbildungsordnung vermittelt werden.
Elektroniker für Gebäude- und Infrastruktursysteme sind  Elektrofachkräfte im Sinne der Unfallverhütungsvorschriften.

## Arbeitsgebiete
Elektroniker für Gebäude- und Infrastruktursysteme arbeiten als Dienstleister in Wohn- und Geschäftsgebäuden. Sie überwachen und steuern  Gebäude- und Infrastruktursysteme, wie Einbruchmeldeanlagen, Klimaanlagen, Aufzugsanlagen etc.